# Харем
Харем (турски: harem от арабското حرم „забранено място, неприкосновен, свят“) е затворена за външни лица част от дворец или дом, в която живеят жените на мюсюлманите и е забранена за мъжете. Терминът произлиза от Близкия изток. Харемите се състоят от съпруги и конкубини.

## История
Думата харем е строго приложима само за мюсюлманските домакинства, но системата е била често срещана в среди, където се практикува полигамията.
Златната клетка на османския султан най-често се е състояла от дузина жени, включително и съпруги. Също така в нея се помещават и султанската майка, дъщерите и други женски роднини, както и евнуси и робини, които прислужват на жените. През по-късните периоди султанските синове живеели в харема докато навършат 12-годишна възраст, когато се смятало, че е подходящо да се показват на публични и административни места от двореца. Някои жени от османския харем, особено съпругите, майките и сестрите на султана, играели важна политическа роля в османската история и понякога се казва, че империята е управлявана от харем. Хюррем Султан (съпруга на Сюлейман I и майка на Селим II), Нурбану Султан (съпруга на Селим II и майка на Мурад III) и Кьосем Султан (майка на Мурад IV) са били трите най-влиятелни жени в историята на империята.
Султан Ибрахим I, османски владетел от 1640 до 1648 г., е удавил 280 конкубини от харема си в Босфора. Поне една от тях, Хатидже Турхан, украинка, която е била заловена по време на един от набезите на татарите и продадена в робство, оцеляла след царуването му.
Харемът не е просто място, където са живели жените. Там са се раждали бебета и там са растели децата. В пределите на харема е имало пазари, базари, перални, кухни, детски площадки, училища и бани.